# The Tonight Show with Jay Leno
The Tonight Show with Jay Leno a fost un talk-show american de seară târziu găzduit de Jay Leno care s-a difuzat pentru prima dată în perioada 25 mai 1992 până la 29 mai 2009 și a reluat producția la 1 martie 2010 până la sfârșitul acesteia pe 6 februarie 2014.

## Legături externe
- The Tonight Show with Jay Leno la Internet Movie Database
- The Tonight Show with Jay Leno la TV.com
- Format:EmmyTVLegends title
- Full first episode from May 25, 1992 pe YouTube